# 阿里亚
阿里亚（西班牙語：Haría），是西班牙加那利群岛拉斯帕尔马斯省的一个市镇，位于兰萨罗特岛的东北部。总面积107平方公里，总人口4969人（2018年），人口密度47人/平方公里。